# Языки мзаб-уаргла
Языки́ мзаб-уаргла (англ. mzab-wargla) — одна из подгрупп зенетской группы северноберберской ветви берберо-ливийской семьи языков. Основная территория распространения — оазисы в пустынных районах северо-восточной части алжирской Сахары. 

Численность носителей языков мзаб-уаргла составляет около 160 тыс. человек. В подгруппу включают языки мзаб, уаргла и ригх (туггурт), бо́льшую часть носителей языков мзаб-уаргла составляют носители языка мзаб — около 150 тыс. человек (2007), на мзаб в отличие от остальных языков развивается письменность (использующая как арабскую и латинскую графики, так и берберское письмо тифинаг).

## Классификация
Помимо трёх языков, характеризующихся бесспорным близким языковым родством, — мзаб, уаргла и ригх, в подгруппу мзаб-уаргла могут включать также западносахарские языки (гурара, туат, а также диалекты южного Орана), хотя они и не образуют с языками мзаб-уаргла генетического единства. Зачастую в таких классификациях доминирует критерий территориальной общности — все перечисленные языки распространены в одном регионе, в оазисах алжирской Сахары.

Ригх иногда рассматривается как диалект языка уаргла.
Согласно справочнику языков мира Ethnologue в состав подгруппы мзаб-уаргла включаются четыре языка:
- Уаргла (tagargrent);
- Ригх (туггурт) (tamazight, temacine);
- Языки гурара, туат и диалекты южного Орана, представленные как диалекты языка тазнатит (taznatit, zenatiyya);
- Мзаб (tumzabt).

Согласно классификации британского лингвиста Роджера Бленча (Roger Blench) в кластер мзаб-уаргла включены следующие языки и диалекты:
- Гурара (gurara);
- Мзаб (mzab);
- Уаргла (wargla);
- Гардая (ghardaia);
- Тугурт (tugurt);
- Сегхрушен (seghrušen);
- Фигиг (figig);
- Сенхажа (senhaja);
- Изнасын (iznacen).

В классификации, опубликованной в работе С. А. Бурлак и С. А. Старостина «Сравнительно-историческое языкознание», языки мзаб-уаргла выделяются как оазисные вместе с языком гурара: мзаб; уаргла; ригх (туггурт) и гурара.

## Ареал и численность
Область распространения языков мзаб-уаргла представляет собой островные ареалы среди территорий с арабоязычным населением, данные ареалы размещены в пустынных районах на севере центральной части Алжира. Язык мзаб распространён в западной части ареала мзаб-уаргла в долине Мзаб — оазисы в округах Гардая, Берриан и Геррара в северо-восточной части провинции Гардая. Язык уаргла занимает юго-восточную часть ареала мзаб-уаргла в оазисах округов Уаргла и Нгусса в северо-западной части провинции Уаргла. Язык ригх распространён в северо-восточной части ареала мзаб-уаргла в районе Уэд Ригх — оазисы округов Туггурт, Тамасин и Мегарин в северной части провинции Уаргла. Кроме того общины носителей языка мзаб, отчасти сохраняющие родной язык, встречаются во многих городах Алжира.
Если положение языка мзаб является сравнительно устойчивым (в «Атласе языков мира, находящихся под угрозой исчезновения» (Atlas of the World’s Languages in Danger) организации UNESCO он определяется как нестабильный (vulnerable)), то положение языков уаргла и ригх близко к критическому (в «Атласе» UNESCO они отнесены к исчезающим (severely endangered)). Численность носителей языка мзаб — около 150 тыс. человек (2007), по другим данным — от 100 до 264 тыс. человек. Численность говорящих на уаргла составляет 5 тыс. человек (1995), на ригх — около 6 тыс. человек (1995), большинство носителей языков уаргла и ригх также говорят на арабском языке.